# Philip Slone
Philip Slone, né le 20 janvier 1907 à New York et mort le 4 novembre 2003   à West Palm Beach (Floride), fut un joueur international américain de football.

## Début de carrière
Phil Slone grandit à New York et va tout d'abord étudier dans une école de commerce à Manhattan. Il est un athlète complet qui pratique plusieurs sports tels que le baseball, le basket-ball et le football. Après le lycée, il va à la Saint John's University (New York) où il obtient une licence de droit en 1929.

## Carrière de club
Au lycée, le SC Hakoah Vienne, un club autrichien alors en tournée aux USA, remarque Slone en train de jouer. Lorsque l'équipe déménage en Amérique en 1928 pour former une équipe de l'Eastern Soccer League (ESL), ils invitent Slone pour jouer avec eux. Slone signe dans cette nouvelle équipe renommée New York Hakoah en 1928. Sa première saison professionnelle est difficile, à force de jouer les matchs pro et de travailler le droit à St. John's University.
Durant la « Soccer War » opposant l'American Soccer League et l'USFA (United States Football Alliance), plusieurs équipes de l'ASL rejoignent l'ESL. Les New York Hakoah, en ESL, sont rachetés par Maurice Vandeweghe, également propriétaire des New York Giants de l'ASL. La ligue l'interdit, et Vandeweghe vend donc Hakoah. Slone rejoint alors l'autre équipe de Vandeweghe, les Giants.
Slone quitte les Giants, renommés Nationals, pour signer chez les Hakoah All-Stars, créés d'une fusion entre son ancienne équipe, les New York Hakoah de l'ESL et les Brooklyn Hakoah de l'ASL. Les All Stars jouent jusqu'en 1932. Slone va ensuite à New York Brookhattan. L'ASL disparaît en 1933, mais est remplacé par l'American Soccer League. Slone continue à jouer avec Brookhattan dans la seconde ASL jusqu'à sa retraite en 1940.

## Équipe nationale
Slone ne joue qu'une seule fois avec l'équipe des U.S.A. en 1930. Bien qu'il soit en Uruguay pour la coupe du monde 1930, il ne joue aucun match pendant le tournoi et effectue sa première sélection le 17 août 1930 contre le Brésil après la compétition.
Florie est introduit au National Soccer Hall of Fame en 1986. Il meurt à West Palm Beach en 2004.